# Myosorex tenuis
Myosorex tenuis es una especie de musaraña de la familia soricidae.

## Distribución geográfica
Se encuentra en Sudáfrica y, posiblemente en Mozambique.